# К9 (Доктор Ху)
К9, повремено писано К-9, назив је неколико измишљених роботских паса у британској научнофантастичној телевизијској серији Доктор Ху који се први пут појавио 1977. године. К9 је такође био централни лик у три телевизијске спиноф серије: једнократним К-9 и друштво (1981), Авантуре Саре Џејн (2007–2011) и К9 (2009–2010). Иако првобитно није требало да буде лик који се понавља у серији, К9 је задржан у серији након свог првог појављивања јер се очекивало да ће бити популаран међу млађом публиком. У серији су постојале најмање четири одвојене јединице К9, а прве две су биле сапутници Четвртог Доктора. Гласовни глумац Џон Лисон је дао глас лика у већини његових појављивања, осим током 17. сезоне у којој је то привремено учинио Дејвид Брајерли. Лик су креирали Боб Бејкер и Дејв Мартин, којима права на лик и даље припадају. Сходно томе, Бејкерова спиноф серија К9, коју није продуцирао BBC, није могла директно да упућује на догађаје или ликове из Доктора Хуа, иако је покушала да буде део истог континуитета.
У оквиру наратива серије, К9 је пас робот којег је стекао насловни лик Доктора Хуа (Доктор) у серијалу Невидљиви непријатељ из 1977. године. Прве две инкарнације лика путовале су заједно са Четвртим Доктором (које је тумачио Том Бејкер) до 1981. године. У овим причама, К9 се показао корисним због моћног ласерског оружја скривеног у његовом носу, због свог енциклопедијског знања и његове огромне рачунарске интелигенције. До 1981. године, сваки од два модела К9 који су путовали уз Доктора остављен је са једном од Докторових сапутница. Лик је касније прешао на подручје спиноф серија. Продуценти су се надали да ће популарност К9 код деце покренути серију К9 и друштво, у којој би главну улогу тумачила глумица Елизабет Слејден као Сара Џејн Смит, поред новог К9. Године 2006. К9 се поново појавио у оживљеној серији Доктор Ху. Иако је појављивање лика у спинофу из 2007. године Авантуре Саре Џејн било отежано истовременим развојем сопствене спиноф серије, лик је почео да се појављује у сталној улози у К9 и Авантурама Саре Џејн, приказујући пустоловине изворног К9 генерације I и К9 генерације IV.

## Појављивања

### Телевизија

#### К9 Генерација I
К9, ретроактивно К9 Генерација I (Лисон), првобитно се појавио у Невидљивом непријатељу (1977) као креација професора Мариуса (Фредерик Јегер) 5000. године. К9 је касније путовао са Четвртим Доктором (Том Бејкер) и Лилом (Луиз Џејмсон) као пратилац Доктора у његовим пустоловинама у времену и простору до Најезде времена (1978). У овом серијалу, К9 одлучује да остане на Докторовој матичној планети Галифреј са Лилом. Одмах затим, Доктор Ху је увео другу инкарнацију К9 коју игра исти реквизит. Последња сцена Најезде времена приказује Доктора како распакује кутију са натписом „К9 Генерација II“.
Иако се прва инкарнација К9 не појављује поново у телевизијским медијима Доктора Хуа, он је био главни лик телевизијске серије К9 из 2009. године у којој пролази кроз неку врсту поступка „регенерације“ из којег се појављује нови, префињенији и будућнији К9. У првом серијалу К9, лик је пренеу у Лондон око 2050 професор Грифен (Роберт Молони). Иако на регенерацији лик губи сећање на своје пустоловине са Доктором, он помаже Грифену и неколицини тинејџерских пратилаца у борби против дистопијског режима "Одељења". Унапређени К9 има нове спецификације, поседује префињени дисплеј на главни, способност летења и моћније ласерско оружје.

#### К9 Генерација II
Уведен у радњу у Најезди времена, К9 Генерација II се први пут заправо појављује на екрану у Операцији Рибос (1978). Покретљивији од свог претходника, Генерација II је показао способност да осети и упозори друге на опасност. Путује као пратилац поред Доктора и Романе. Отприлике у време Романине регенерације (прелазак са глумице Мери Там на Лалу Вард), лик К9 је објашњено као да пати од „ларингитиса“ да би се прилагодио Лисоновом одласку из серије на почетку сезоне 1979–80. За ово време, глумио га је Дејвид Брајерли све до Лисоновог повратка у сезони 1980–81. Када су Доктор и Романа отпутовали у упоредни универзум Е-простора, К9 је тешко оштећен у Ратничкој капији (1981). Штета је била таква да је К9 могао да функционише само у Е-простору. Када је Романа одлучила да остане и скрати свој пут, Доктор јој је дао К9. Лик се касније појављује у римејковима недовршеног серијала Шада заједно са Осмим Доктором (Пол Мекган). Аудио репродукција Шада из 2003. и веб пренос приказују К9 Генерације II како се вратио на Галифреј са Романом, сада председницом Господара времена, где их Доктор посећује.

#### К9 Генерација III
К9 Генерација III се први пут појавио у „Девојчином најбољем пријатељу”, пробној епизоди из 1981. за серију К9 и друштво која се никада није материјализовала након прве епизоде. У овоме, лик је представљен Докторовој бившој сапутници Сари Џејн Смит (Елизабет Слејден). Њих двоје заједно крећу у бројне пустоловине. Само прва од њих је приказана на екрану. Неколико је приказано у стриповима и адаптацијама аудио-игара, а на друге је алудирала телевизијска серија. Генерација III се накратко појавио заједно са Саром Џејн у деведесетоминутном специјалу о 20. годишњици Доктора Хуа (1983), а потом се правилно и последњи пут појавио у епизоди оживљене серије „Шолски сусрет“ 2006. До тада у тој причи, Генерација III је пропао и на крају се жртвовао да би зауставио заверу ванземаљца Крилитана и победио њиховог вођу Лукаса Финча (Ентони Хед). У закључку епизоде, Доктор поклања Сари Џејн новог К9 како би је охрабрио да настави да истражује ванземаљске активности. Доктор га је „обновио” након жртвовања Генерација , наговештавајући да је имао исти ум и сећања као и његов претходник док је још увек био „потпуно нови модел”.

#### К9 Генерација IV
Пошто је дебитовао у завршној сцени „Школског сусрета“ (2006), К9 Генерације IV вратио се у огранак серији Пустоловине Саре Џејн, у премијерној епизоди „Најезда Бејна“, где је због проблема са дозволом код творца Боба Бејкера објашњено да К9 затвара црну рупу и може само кратко и ретко да комуницира са Саром Џејн. Лик се јуначки појављује у завршници првог серијала Изгубљени дечак да би се борио са одметнутим ванземаљским суперрачунаром господином Смитом (Александар Армстронг), демонстрирајући нову CGI телепортацију и функције лебдења. Интерфејси К9 Генерације  садрже најмање један УСБ улаз. Након тога, лик се накратко појављује у завршници четвртог серијала Доктора Хуа „Крај путовања (2. део)“ (2008), где К9 и господин Смит помажу Доктору да врати Земљу у њен правилан положај. К9 се следећи пут појављује у комедијској мини-епизоди Саре Џејн из 2009. за Дан црвеног носа „Од Раксакорикофалапаториуса са љубављу“. Пошто је постигнут договор са творцима К9, К9 Генерације IV је постао редован лик у Пустоловинама Саре Џејн у трећем серијалу, у причи Лудача на тавану (2009) све до премијере четвртог серијала Човек из кошмара (2010) где прати једног од главних ликова серије који одлази, усвојеног сина Саре Џејн Лука (Томи Најт), на универзитет. Поново се појављује у завршници четвртог серијала Збогом, Саро Џејн Смит. Иако се не појављује у серији, у Човеку који није ни постојао (2011) помиње се да је Лук измислио посебну звиждаљку за псе да га призове.

### Друга појављивања

#### Књижевност
Котворац К9 Дејв Мартин написао је серију од четири књиге за децу под насловом Пустоловине К9 коју су објавиле "Књиге Врабац" 1980. К9 путује сам у овим причама из разлога који нису објашњени.
Године 1985. "Северн Хаус" је објавио низ књига игара са Шестим Доктором под насловом Направите сопствену пустоловину са Доктором Хуом у Британији и Пронађите своју судбину − Доктор Ху у Сједињеним Државама. Ове књиге су заправо написали сценаристи за телевизијску серију. Мартин је написао Потрагу за Доктором која се дешава средином 21. века и приказује Сарин К9 (у време објављивања претпоставља се да је Генерација III, али јасно Генерација IV у светлу „Школског сусрета”) који се поново уједињује са Шестим Доктором много после Сарине смрти.
Кратка прича „Нови лист“, у издаваштву "Невиност" Декалог 3: Последице антологија и аудио-игра Саре Џејн Смит коју је продуцирала Сара Џејн Смит (обе које је написао Питер Ангелидс) указују на то да се К9 Генерације III покварио а Сара није могла да га поправи јер замена кола није била измишљена неколико векова.
Још једна кратка прича „Таутологија“ Глена Ленгфорда (Часопис Доктор Ху #194) указује да ће матична плоча К9 Генерације III бити пренета преко Сариних потомака и да ће на крају завршити у рукама професора Мариуса који ће је користити за изградњу прво К9, стварајући онтолошки парадокс.
Роман Лангбароу са Седмим Доктором (који је написао бивши сценариста ТВ серије Доктор Марк Плат) приказује К9 Генерације I и II који се први пут сусрећу на Галифреју током догађаја око нестанка целе Докторове породичне куће и његових живих сроднка који такође је укључивао многе раније успостављене ликове засноване на Галифреју. Њих двојица су сарађивали у спасавању Доктора, тадашњег пратиоца Криса Квеја и Докторове изгубљене породице. Овај роман је такође послужио као непосредна уводна прича за телефилм ДОктор Ху из 1996. године.
Љубоморан, посесиван Пола Магрса, прича о „Шкорпиону“ у антологији "Big Finish"-а Кратка путовања: Зодијак приказује К9 Генерација I и II који један другом преносе своје подвиге, а њихова прикривена понижавања једно другом откривају да свако сматра да је овај други "слабија" варијанта. Овај став се повремено наговештава и начином на који се две јединице односе једна на другу у аудио серији Галифреј.
Роман Пустоловина Осмог Доктора Мешање: Књига друга Лоренса Мајлса указује на то да је Доктор направио модел Генерације IV негде пре догађаја у тој књизи, али није наведено шта се десило са овом јединицом. У роману Галифрејачке хронике Ленса Паркина, К9 Генерације II се још једном појављује, будући да је заробљен унутар ТАРДИС-а од догађаја из Ћелије предака. На крају Галифрејачких хроника, Доктор шаље К9 на тајни задатак у Есперо, вероватно да потражи свог бившег сапутника, живог ТАРДИС-а познатог као Саосећање.

#### Филм
Боб Бејкер и Пол Тамс су 24. октобра 2015. најавили филм К9: Борба за време који је предодређен за биоскопе 2017. године и који ће приказати пса робота који се суочава са класичним негативцем из Доктора Хуа Омегом у дубоком свемиру. Међутим, то се није догодило остављајући непознато када ће филм бити објављен. Године 2018. потврђено је да је Борба за време још увек у претпродукцији са плановима за претходну ТВ серију која ће успоставити К9 за савремену публику пре филма. Од 2023. године нису вршена додатна ажурирања.

#### Аудио драме
У огранак медијима, К9 Генерације II је остао Романин верни пратилац дуги низ година. Почетком 2000-их, Џон Лисон и Лала Вард су се представили у низу аудио драма које је продуцирао ББВ као К9 и „Господарица“, у којима су детаљно описане пустоловине ових ликова у паралелном универзуму. Пошто ни Романа ни Е-Простор нису могли да буду дозвољени, уместо њих су коришћени псеудоними Господарица и „џепни универзум“.
Када се Романа на крају вратила у свој универзум, донела је К9 Генерације II са собом (вероватно га је поправила) и на крају постала председница Галифреја. К9 Генерације  је први пут виђен на Галифреју у роману „Лангбароу“ Марка Плата из Нових невиних пустоловина поред К9 Генерације  који је остао код Лиле. И К9 Генерације I и Генерације II појављују се, уз глас Лисона, у аудио пустоловини Загреј продукције "Big Finish" и аудио серији Гелифреј. Лилин К9 (Генерација I) је уништен на крају другог серијала Галифреја и само се Генерација II појављује у трећем серијалу.
К9, кога је поново играо Џон Лисон, такође се појавио у серији Пустоловине Четвртог Доктора продукције "Big Finish" – Генерација II у 2. серијалу заједно са Мери Там (Романа), Генерација I у 4. серијалу поред Луиз Џејмсон (Лила) и Генерација II у 5. серијалу поред Лале Вард (Романа)

#### Интернет медији
Године 2003. направљена је вебкаст адаптација никада довршеног серијала Шада за ББЦ-јову страницу Доктор Ху, преписана као пустоловина Осмог Доктора и која садржи пост-Е-Просторе варијанте Романе и К9 Генерације II.
Према званичној страници за Пустоловине Саре Џејн из 2007. године, Доктор је похранио неколико поклона за Сару у К9, укључујући "звучни руж за усне" и сат који скенира ванземаљски живот.

#### Видео игрице
К9 се појављује у видео игрици Лего величине. Он је део Доктор Ху нивоа као возило за вожњу. Архивски снимци наступа Џона Лисона коришћени су у игрици јер је он био недоступан.

## Концептуална историја
К9 је замисао сценариста Боба Бејкера и Дејва Мартина. Његова сврха је била да има лик који може да приповеда док су минијатуризовани двојници Доктора и Лиле били унутар Докторовог тела током догађаја Невидљивог непријатеља. Мартиновог пса су такође недавно прегазила кола, а К9 му је био признање за кола.
К9 првобитно није био замишљен да буде пратилац, али продуценту Грејему Вилијамсу се концепт толико допао да је донета одлука да га задржи као редовног лика како би се допао млађим члановима публике. Изворни назив за лик је био „ЈППП“ – очигледно из јединице за „Јасно посматрање података појава“ – али је на крају добио име К9.
Првобитна идеја за остварење К9 била је да се користи мали глумац у костиму роботског добермана, али је то одбијено у корист радио-контролисаног реквизита који је израдио Тони Хардинг, а направило ББЦ одељење за визуелне ефекте. Центар за моделе радио контроле у Харлингтон Мидку у власништву Дерека Велса добио је налог да угради електронику у прву изворну основну шкољку и сходно томе центар је управљао псом на снимању за ББЦ. Робот је патио од бројних техничких проблема током свог времена у серији, често се кварећи јер су радио контроле ометале камере и обрнуто. Ван студија, К9 се такође показао неспособним да пређе нераван терен, а снимци су морали бити осмишљени имајући то на уму. Заобилазна решења су укључивала коришћење скривеног комада канапа за повлачење лика (овај канап се може јасно видети на снимку К9 на Брајтонској плажи), или постављање дрвених дасака по којима би се могао котрљати.
Унутрашњост К9 је израђена још два пута током серије, прво у сарадњи са друштвом под називом "Радио контрола Слу". Дозволио је да један од његових запослених, Најџел Брекли, буде полустално упућен у серију да надгледа реквизит. Брекли, који је од тада наставио каријеру у филмској индустрији, контролисао је К9 током многих његових студијских наступа. На крају је дошло до тачке у којој су инхерентне обавезе пса биле веће од његове имовине, а унутрашње механизме је у потпуности обновио дизајнер Чарли Лум. Точкови су увећани и добили су независне погоне за снагу и бољу управљивост, а радио контроле су пребачене са АМ на ФМ сигнале како би се одупрле сметњама. Међутим, до тренутка када је побољшани модел дебитовао у Стању распада, првој причи снимљеној за 18. сезону, одлука је већ била донета да се лик испише из серије у пустоловној Ратничкој капији.
К9 је био довољно популаран лик да би оправдао покушај да га убаци у сопствену серију. Поред К9 лутака, било је и говорних К9 играчака које је произвео Пејлитој, говор који је обезбедио минијатурни запис унутар тела играчке. Џон Лисон је дао глас за К9 у свим његовим наступима, осим у сезони 17 (која је укључивала недовршену Шаду) када му је глас дао Дејвид Брајерли. Када је Шада прерађена у продукцији "Big Finish", Лисон је поново дао њему глас.
Практични изазови рада са реквизитом К9 пратили су роботског пса у његовом повратку у Доктор Ху. Продуцент Расел Т. Дејвис је рекао за часопис SFX: "Да, баш као што смо очекивали, [била је потребна вишеструка слика] када је налетео на врата или скренуо налево. Лиз Слејден нас је упозорила и била је у праву!" 2009. године су се две различите инкарнације К9 редовно појављивале у два огранка Доктора: Генерација IV у трећем серијалу ББЦ-ове продукције Пустоловине Саре Џејн и реконструисана Генерација I у продукцији К9 Џетикс Европе.

## К9(огранак ТВ серија из 2010)
О предложеној телевизијској серији К9 или специјалу се причало од краја 1990-их, а процуриле су слике редизајнираног К9. Међутим, од овог напора ништа није било до 2006. године.
Дана 24. априла 2006. Независност, Дневна звезда и Време потврдили су, након претходних гласина, да ће К9 бити представљен у серији за децу од 26 епизода К9 коју ће написати Боб Бејкер. Чланак у Времену је такође садржао слику редизајнираног К9 за анимирану серију. Серија ће бити спој живе акције и CGI К9.
Свака епизода траје 30 минута, а направили су је Џетикс европа и лондонско дистрибутивно друштво "Park Entertainment". Према извештају у часопису Емитовање, ББЦ је одустао од учешћа како би се усредсредио на сопствени огранак Доктора Хуа Торчвуд, што значи да се ликови у власништву ББЦ-а не појављују у серији.
Дана 3. априла 2010. тв серија К9 почела је да се емитује на Аустралијској телевизијској мрежи Тен као део суботњег јутарњег низа дечјих серија. Џон Лисон је давао глас К9. Прва епизода под називом „Регенерација“ представљала је ранију варијанту К9 Генерацију I. „Старији“ К9 материјализовао се у Лондону у будућности и усред догађаја где ванземаљска врста прети људским животима. К9 се жртвовао да би спасао људе, али је опстао један део који му омогућава саморегенерацију у нову јединицу. Главне људске глумачке екипе су Роберт Молони као професор Грифен, Киген Џојс као Старки (нови "газда" К9) и Данијел Вебер као Даријус. Првих 14 епизода К9 сезоне 1 емитовано је средином јутра на Каналу 5 у децембру 2010. док су преостале епизоде заказане за јануар 2011. Трејлери за серију су се појављивали на Каналу 5 од почетка децембра које је изразио Џон Лисон. Првобитно је било планирано да се серија подели на две половине између распореда школских празника за Божић 2010. и Ускрс 2011.

## Културни утицај
Године 1990. неодређена јединица К9 појавила се са Силвестером Мекојем у улози Седмог Доктора и Софи Алдред у улози Ејс у епизоди образовног програма за децу Истражи науку под називом „Истражи свемир“ која је укључена као додатак на објављивање приче о Доктору Хуу. Преживљавање од стране ББЦ-а. Још једна неодређена јединица К9 такође се појавила у добротворном специјалном програму Величине у времену 1993. године. У рачунарској игрици „Разлаз 2“ из 1998. године база Наваро има оштећеног пса робота познатог као К9 који користи сличне говорне манире као лик из ДОктора Хуа. Ако се поправи, Киберпас је вољан да се придружи забави лика као пратилац. У телевизијској серији Нико као људи из 1999. (коју је написао будући извршни продуцент Доктора Хуа Расел Т. Дејвис), модел К9 је дат лику Винса као рођендански поклон. Коришћен је изворни реквизит којим је управљао – као повремено у Доктору Хуу – помоћник за визуелне ефекте Мет Ирвин. У другом серијалу Ја сам Алан Партриџ (2002), лик Алана Партриџа се присећа како је његова куповина права на К9 допринела његовом менталном слому и вожњи до Дандија босих ногу док је јео Тоблероне. У епизоди Саут парка „Идемо, Боже, идемо XII“ (2006), Ерик Картмен заробљен 2546. године набавио је пса робота званог „К-10“, пародија на К9. Због измена временског тока, замењује га робот мачка "Кит-9" и касније робот птица "Кока-3". К9 се појавио у специјалном издању Најслабије карике са темом Доктора Хуа 2007. године, али је једногласно изгласан на крају првог круга, упркос томе што је тачно одговорио на своје питање. То је било због чињенице да је сваки играч тима тачно одговорио и ставио циљ од 5.000 фунти и да су продуценти рекли такмичарима да га одбију само у случају да се поквари. Ен Робинсон (коју је К9 ословљавао са "Газдарице") је рекла "Јако ми је жао" пре него што га је прогласила најслабијом кариком.
У завршној области игре Тајна Евермора, пас главног лика изгледа сличан К9 и може да испаљује ласере из уста.
Инжењери НАСА-иног истраживачког центра "Ејмс" назвали су два интелигентна мобилна робота израђена да истражују површину Марса „К-9“ и „Громит“. НАСА-ин К-9 је добио име и по К-9 Доктора Коа и по кућном љубимцу Марвина Марсовца К-9.
Неколико појединаца је направило своје личне К9 роботе у распону од радио контролисаних јединица попут оних које се користе у серији до неколико нивоа рачунаризоване самосталности.
К-9 Пошта је популарна е-пошта клијент за Андроид оперативни систем са именом и логотипом који се непосредно односе на робота К9.
Дана 3. новембра 2020. године, амерички лист Новојоршко време користио је три различите боје К9 који круже око гласачке кутије као анимирани графички лого за своје извештавање о друштвеним медијима и председничким изборима у САД 2020.